# Diocese de Ciudad Guzmán
A Diocese de Ciudad Guzmán (em latim: Dioecesis Guzmanopolitana) é uma diocese da Igreja Católica localizada no município de Ciudad Guzmán, no estado de Jalisco, pertencente a Arquidiocese de Guadalajara no México. Foi fundada em 25 de março de 1972 pelo Papa Paulo VI. Com uma população católica de 404.000 habitantes, sendo 95,1% da população total, possui 60 paróquias com dados de 2021.

## História
Em 25 de março de 1972 o Papa Paulo VI cria a Diocese de Ciudad Guzmán através dos territórios da Diocese de Colima a da Arquidiocese de Guadalajara. Em 1973 a Diocese de Ciudad Guzmán ganha parte do território da Diocese de Colima.

## Lista de bispos
A seguir uma lista de bispos desde a criação da diocese em 1972.
|        | Nome                           | Período     | Notas         |
| Bispos | Bispos                         | Bispos      | Bispos        |
| ------ | ------------------------------ | ----------- | ------------- |
| 5º     | Herculano Medina Garfias       | 2024-       | Atual         |
| 4º     | Óscar Armando Campos Contreras | 2017 - 2024 | bispo emérito |
| 3º     | Bráulio Rafael León Villegas   | 1999 - 2017 | bispo emérito |
| 2º     | Serafín Vásquez Elizalde       | 1977 - 1999 |               |
| 1º     | Leonardo Viera Contreras       | 1972 - 1977 |               |